# AV事務所 (電視節目)
《AV事务所》是由亚洲电视本港台（下稱亞視）制作并播放的電視节目，為香港首個探討日本性文化的電視节目，主要是訪問日本的AV演員、導演及工作人員，从而向观众介绍日本的AV文化。節目邀請到了日本AV女優吉澤明步和朝美穗香等參與拍攝。它在2008年3月9日首播，之後逢星期一至五23:40播放，至同年4月4日完結，合共二十集。

## 內容
《AV事务所》邀請了一眾AV男優和女優談論該行業的內部運作及他們為何會入行，嘉賓包括乙音奈奈、灘坂舞、加藤鷹等等。並請來吳敏倫分析該一行業的一些現象。
主持人會問及該些演出者出演AV感受和對AV行業的印象等等，並讓他們於現場演唱和跳舞，參與遊戲活動。

## 製作

### 嘉賓主持
《AV事务所》由周子濠、何卓瑩、樊亦敏負責主持。2008年1月上甸，周子濠與何卓瑩來到日本取景，於當地親身了解AV的拍攝工序。周子濠表示，由於自己會說日語，而且外表較莊重，所以才被選上成為主持。何卓瑩則認為自己在當地採訪時起初感到尷尬，但在訪問女優的過程中開始了解到她們在事業的認真程度，因此「不會再看不起她們」。
2月25日，吉澤明步和朝美穗香來到香港，為節目拍攝廠景部分及宣傳，並於當天現身於記者會。之後亦應節目組安排到太平山和東華三院文武廟遊覽和宣傳。

### 播映
《AV事务所》在2008年3月9日於亞視開播，之後每一集於星期一至星期五夜晚11時40分的時段播映。在開播次日廣播事務管理局收到4宗有關《AV事务所》內容不雅的投訴。

## 評價
《AV事務所》因為內容欠趣味和過於保守而受觀眾批評。《南方都市報》的泊明和《am730》的陳龍超皆批評《AV事务所》欠缺較為新鮮的視角，而且主持人對AV演出者的提問千篇一律。《澳門日報》的小丁點同樣批評該節目「十分冗長、無趣」，而且節目中的AV女優在以日語說話時，對應的中文字幕沒有完整表達其意思。陳龍超更指其內容與《柏拉圖式性愛》和《池袋色情男女》相比顯得較欠多元。此外，泊明批評節目中的遊戲環節雖有「隱晦的情色暗示」，但會讓想從中學習性技巧的女觀眾感到失望。
同屬《南方都市報》的林丹丹對於節目中女優們不害羞地談論自己的職業這點感到衝擊，不過仍希望觀眾能把之使為了解該文化的渠道，而非接受該套觀念。《星島日報》的朱樂言則指雖然其題材「大膽」，但其內容即使是現場表演也相當保守，並認為主持樊亦敏的表現與節目題材相比較平淡，因此建議改由陳煒主持。《都市日報》的紫雨讚揚《AV事務所》能讓人更了解AV從業者，而且節目在深夜時間播放，因此不用擔心兒童受節目影響，並建議家長在與兒童選擇節目時指導他們。

## 外部連結
- 官方網站的存檔